# Gymnastiek op de Olympische Zomerspelen 2020
Gymnastiek is een van de sporten die werd beoefend tijdens de Olympische Zomerspelen 2020 in Tokio. Het Internationaal Olympisch Comité (IOC) stelde in juni 2017 het aantal deelnemers op 324, verdeeld over drie takken van sport: ritmische gymnastiek, turnen en trampolinespringen. Omdat alleen vrouwelijke ritmisch gymnasten deelnamen aan de Spelen telt het totale deelnemersveld in de gymnastiek bijna honderd vrouwen meer dan mannen. Het deelnemersveld bij het turnen en trampolinespringen is gelijk verdeeld. Bij de vorige Spelen nam een kleiner aantal atleten uit 63 landen deel aan de gymnastiek: het aantal quotaplaatsen voor 2020 werd met vijf plaatsen vergroot.
Het programma blijft onveranderd ten opzichte van 2016. In het voorjaar van 2017 werd door de internationale gymnastiekfederatie (FIG) een voorstel gedaan om parkour toe te voegen aan het programma. Het voorstel stuitte echter op bezwaar vanuit parkourorganisaties, die parkour niet onder gymnastiek wilden laten vallen, maar het laten erkennen als separate sport. Ook beschuldigden deze organisaties de FIG van het "kapen" van hun sport. Het benoemen van parkour als sport is sowieso al voor veel beoefenaars controversieel: zij zien parkour niet als een sport, maar als een levensstijl – een probleem vergelijkbaar met de gemeenschap bij het skateboarden, dat wel olympisch is. Het Internationaal Olympisch Comité besloot in 2017 om parkour niet op te nemen in het olympisch programma.
De onderdelen van het olympisch gymnastiekprogramma vonden plaats in het Olympisch Gymnastiekcentrum (Ariake Gymnastics Centre), gelegen in de zone aan de Baai van Tokio. De wedstrijdhal biedt plaats aan 12.000 toeschouwers. Na de Spelen zal de locatie dienst gaan doen als conventie- en expositiecentrum.

## Kwalificatie
Het kwalificatieproces voor het gymnastiektoernooi op de Spelen van 2020 begon in september 2018, toen in Sofia de  wereldkampioenschappen ritmische gymnastiek plaatsvonden. De drie landen die bovenaan het klassement op de meerkamp eindigden – Bulgarije, Italië en Rusland – verzekerden zich van deelname aan de ritmische meerkamp in teamverband. Kwalificatie voor het turnen begon in oktober 2018 in Qatar bij de wereldkampioenschappen. Ook hier werden alleen quotaplaatsen voor teams vergeven, en konden turners zich nog niet individueel kwalificeren. Individuele turners konden zich wel plaatsen voor de Olympische Spelen bij de wereldkampioenschappen turnen in 2019. Bij dat toernooi werden ook de resterende quotaplaatsen in teamverband verdeeld. Naast het WK waren er ook nog enkele continentale kampioenschappen waar een klein aantal turners zich kon kwalificeren.
Trampolinespringers kwalificeerden zich via de wereldkampioenschappen trampolinespringen in 2019, die plaatsvonden in Tokio, via een continentaal kampioenschap of een toernooi dat deel uitmaakte van de wereldbekerreeks.

## Deelnemende landen
Er deden 324 gymnasten uit 63 landen mee bij het Gymnastiek op de Olympische Zomerspelen in Tokio, waaronder 114 mannen en 210 vrouwen.

## Competitieschema
| Q | Kwalificaties | F | Finale | G | Gala |

| Datum →                  | 24                   | 25                   | 26                   | 27                   | 28                   | 29                   | 30                   | 31                   | 31                   | 1                    | 1                    | 2                    | 3                    | 4                    | 5                    | 6                    | 7                    | 8                    |
| Onderdeel ↓              | 24                   | 25                   | 26                   | 27                   | 28                   | 29                   | 30                   | 31                   | 31                   | 1                    | 1                    | 2                    | 3                    | 4                    | 5                    | 6                    | 7                    | 8                    |
| Ritmische gymnastiek     | Ritmische gymnastiek | Ritmische gymnastiek | Ritmische gymnastiek | Ritmische gymnastiek | Ritmische gymnastiek | Ritmische gymnastiek | Ritmische gymnastiek | Ritmische gymnastiek | Ritmische gymnastiek | Ritmische gymnastiek | Ritmische gymnastiek | Ritmische gymnastiek | Ritmische gymnastiek | Ritmische gymnastiek | Ritmische gymnastiek | Ritmische gymnastiek | Ritmische gymnastiek | Ritmische gymnastiek |
| ------------------------ | -------------------- | -------------------- | -------------------- | -------------------- | -------------------- | -------------------- | -------------------- | -------------------- | -------------------- | -------------------- | -------------------- | -------------------- | -------------------- | -------------------- | -------------------- | -------------------- | -------------------- | -------------------- |
| individueel (v)          |                      |                      |                      |                      |                      |                      |                      |                      |                      |                      |                      |                      |                      |                      |                      | Q                    | F                    |                      |
| team (v)                 |                      |                      |                      |                      |                      |                      |                      |                      |                      |                      |                      |                      |                      |                      |                      |                      | Q                    | F                    |
| Trampolinespringen       |                      |                      |                      |                      |                      |                      |                      |                      |                      |                      |                      |                      |                      |                      |                      |                      |                      |                      |
| trampoline (v)           |                      |                      |                      |                      |                      |                      |                      |                      | Q                    | F                    |                      |                      |                      |                      |                      |                      |                      |                      |
| trampoline (m)           |                      |                      |                      |                      |                      |                      | Q                    | F                    |                      |                      |                      |                      |                      |                      |                      |                      |                      |                      |
| Turnen                   |                      |                      |                      |                      |                      |                      |                      |                      |                      |                      |                      |                      |                      |                      |                      |                      |                      |                      |
| balk (v)                 |                      | Q                    |                      |                      |                      |                      |                      |                      |                      |                      |                      |                      | F                    | G                    |                      |                      |                      |                      |
| brug ongelijk (v)        |                      | Q                    |                      |                      |                      |                      |                      |                      |                      |                      | F                    |                      |                      | G                    |                      |                      |                      |                      |
| sprong (v)               |                      | Q                    |                      |                      |                      |                      |                      |                      |                      |                      | F                    |                      |                      | G                    |                      |                      |                      |                      |
| vloer (v)                |                      | Q                    |                      |                      |                      |                      |                      |                      |                      |                      |                      | F                    |                      | G                    |                      |                      |                      |                      |
| meerkamp individueel (v) |                      | Q                    |                      |                      |                      | F                    |                      |                      |                      |                      |                      |                      |                      | G                    |                      |                      |                      |                      |
| meerkamp team (v)        |                      | Q                    |                      | F                    |                      |                      |                      |                      |                      |                      |                      |                      |                      | G                    |                      |                      |                      |                      |
| brug (m)                 | Q                    |                      |                      |                      |                      |                      |                      |                      |                      |                      |                      | F                    |                      | G                    |                      |                      |                      |                      |
| rekstok (m)              | Q                    |                      |                      |                      |                      |                      |                      |                      |                      |                      |                      | F                    |                      | G                    |                      |                      |                      |                      |
| ringen (m)               | Q                    |                      |                      |                      |                      |                      |                      |                      |                      |                      |                      | F                    |                      | G                    |                      |                      |                      |                      |
| paard voltige (m)        | Q                    |                      |                      |                      |                      |                      |                      |                      |                      |                      | F                    |                      |                      | G                    |                      |                      |                      |                      |
| sprong (m)               | Q                    |                      |                      |                      |                      |                      |                      |                      |                      |                      |                      | F                    |                      | G                    |                      |                      |                      |                      |
| vloer (m)                | Q                    |                      |                      |                      |                      |                      |                      |                      |                      |                      | F                    |                      |                      | G                    |                      |                      |                      |                      |
| meerkamp individueel (m) | Q                    |                      |                      |                      | F                    |                      |                      |                      |                      |                      |                      |                      |                      | G                    |                      |                      |                      |                      |
| meerkamp team (m)        | Q                    |                      | F                    |                      |                      |                      |                      |                      |                      |                      |                      |                      |                      | G                    |                      |                      |                      |                      |

## Medailles

### Ritmische gymnastiek
| Onderdeel         | Goud   | Goud                                                                            | Zilver | Zilver                                                                                         | Brons | Brons                                                                                  |
| ----------------- | ------ | ------------------------------------------------------------------------------- | ------ | ---------------------------------------------------------------------------------------------- | ----- | -------------------------------------------------------------------------------------- |
| Meerkamp (v)      | Israël | Linoy Ashram                                                                    | ROC    | Dina Averina                                                                                   | BLR   | Alina Harnasko                                                                         |
| Meerkamp team (v) | BUL    | Simona Dyankova Stefani Kiryakova Madlen Radukanova Laura Traets Erika Zafirova | ROC    | Anastasia Bliznjoek Anastasia Maksimova Angelina Sjkatova Anastasia Tatareva Alisa Tisjtsjenko | ITA   | Martina Centofanti Agnese Duranti Alessia Maurelli Daniela Mogurean Martina Santandrea |

### Trampoline
| Onderdeel | Goud | Goud              | Zilver | Zilver       | Brons | Brons         |
| --------- | ---- | ----------------- | ------ | ------------ | ----- | ------------- |
| Mannen    | BLR  | Ivan Litvinovitsj | CHN    | Dong Dong    | NZL   | Dylan Schmidt |
|           |      |                   |        |              |       |               |
| Vrouwen   | CHN  | Zhu Xueying       | CHN    | Liu Lingling | GBR   | Bryony Page   |

### Turnen
Mannen
| Onderdeel     | Goud | Goud                                                            | Zilver | Zilver                                                      | Brons | Brons                                         |
| ------------- | ---- | --------------------------------------------------------------- | ------ | ----------------------------------------------------------- | ----- | --------------------------------------------- |
| Brug          | CHN  | Zou Jingyuan                                                    | GER    | Lukas Dauser                                                | TUR   | Ferhat Arıcan                                 |
| Paard voltige | GBR  | Max Whitlock                                                    | TPE    | Lee Chih-kai                                                | JPN   | Kazuma Kaya                                   |
| Rekstok       | JPN  | Daiki Hashimoto                                                 | CRO    | Tin Srbić                                                   | ROC   | Nikita Nagorny                                |
| Ringen        | CHN  | Liu Yang                                                        | CHN    | You Hao                                                     | GRE   | Eleftherios Petrounias                        |
| Sprong        | KOR  | Shin Jea-hwan                                                   | ROC    | Denis Abljazin                                              | ARM   | Artur Davtyan                                 |
| Vloer         | ISR  | Artem Dolgopyat                                                 | ESP    | Rayderley Zapata                                            | CHN   | Xiao Ruoteng                                  |
| Meerkamp      | JPN  | Daiki Hashimoto                                                 | CHN    | Xiao Ruoteng                                                | ROC   | Nikita Nagorny                                |
| Meerkamp team | ROC  | Denis Abljazin David Beljavskij Artoer Dalalojan Nikita Nagorny | JPN    | Daiki Hashimoto Kazuma Kaya Takeru Kitazono Wataru Tanigawa | CHN   | Lin Chaopan Sun Wei Xiao Ruoteng Zou Jingyuan |

Vrouwen
| Onderdeel     | Goud | Goud                                                                       | Zilver | Zilver                                               | Brons   | Brons                                                           |
| ------------- | ---- | -------------------------------------------------------------------------- | ------ | ---------------------------------------------------- | ------- | --------------------------------------------------------------- |
| Balk          | CHN  | Guan Chenchen                                                              | CHN    | Tang Xijing                                          | USA     | Simone Biles                                                    |
| Brug ongelijk | BEL  | Nina Derwael                                                               | ROC    | Anastasija Iljankova                                 | USA     | Sunisa Lee                                                      |
| Sprong        | BRA  | Rebeca Andrade                                                             | USA    | MyKayla Skinner                                      | KOR     | Yeo Seo-jeong                                                   |
| Vloer         | USA  | Jade Carey                                                                 | ITA    | Vanessa Ferrari                                      | ROC JPN | Angelina Melnikova Mai Murakami                                 |
| Meerkamp      | USA  | Sunisa Lee                                                                 | BRA    | Rebeca Andrade                                       | ROC     | Angelina Melnikova                                              |
| Meerkamp team | ROC  | Lilia Achajmova Viktoria Listoenova Angelina Melnikova Vladislava Oerazova | USA    | Simone Biles Jordan Chiles Sunisa Lee Grace McCallum | GBR     | Jennifer Gadirova Jessica Gadirova Alice Kinsella Amelie Morgan |

### Medaillespiegel
| Plaats | Land             | NOC | Goud | Zilver | Brons | Totaal |
| ------ | ---------------- | --- | ---- | ------ | ----- | ------ |
| 1      | China            | CHN | 4    | 5      | 2     | 11     |
| 2      | Russische ploeg  | ROC | 2    | 4      | 4     | 10     |
| 3      | Verenigde Staten | USA | 2    | 2      | 2     | 6      |
| 4      | Japan            | JPN | 2    | 1      | 2     | 5      |
| 5      | Israël           | ISR | 2    | 0      | 0     | 2      |
| 6      | Brazilië         | BRA | 1    | 1      | 0     | 2      |
| 7      | Groot-Brittannië | GBR | 1    | 0      | 2     | 3      |
| 8      | Wit-Rusland      | BLR | 1    | 0      | 1     | 2      |
| 8      | Zuid-Korea       | KOR | 1    | 0      | 1     | 2      |
| 10     | België           | BEL | 1    | 0      | 0     | 1      |
| 10     | Bulgarije        | BUL | 1    | 0      | 0     | 1      |
| 12     | Italië           | ITA | 0    | 1      | 1     | 2      |
| 13     | Chinees Taipei   | TPE | 0    | 1      | 0     | 1      |
| 13     | Kroatië          | CRO | 0    | 1      | 0     | 1      |
| 13     | Duitsland        | GER | 0    | 1      | 0     | 1      |
| 13     | Spanje           | ESP | 0    | 1      | 0     | 1      |
| 17     | Armenië          | ARM | 0    | 0      | 1     | 1      |
| 17     | Griekenland      | GRE | 0    | 0      | 1     | 1      |
| 17     | Nieuw-Zeeland    | NZL | 0    | 0      | 1     | 1      |
| 17     | Turkije          | TUR | 0    | 0      | 1     | 1      |